# Molecular Pharmaceutics
Molecular Pharmaceutics (abreviatura Mol. Pharmaceutics) és una destacada revista científica dedicada a la farmacologia. És publicada des del gener del 2004 per la Societat Química Americana. El seu factor d'impacte és alt, 4,384 el 2014, any en què fou la més citada en la sega categoria (8 173 cops). Ocupa la 6a posició de qualitat de revistes dedicades a la química farmacèutica en el rànquing SCImago, i la 12a en la categoria de descobriment de fàrmacs.
Molecular Pharmaceutics publica resultats de recerques originals, teòriques o experimentals, que contribueixen significativament a la comprensió mecanicista molecular d'administració de fàrmacs i sistemes d'administració de fàrmacs. També publica articles breus i treballs crítics. Les àrees científiques en l'àmbit de la revista inclouen la química física i farmacèutica, la bioquímica i biofísica, la biologia molecular i cel·lular, la ciència dels polímers i dels materials i la seva relació amb l'eficàcia del sistema d'administració de fàrmacs.